# Burwash Common
Burwash Common – osada w Anglii, w hrabstwie East Sussex. Leży 26,3 km od miasta Lewes i 66,1 km od Londynu. W 2015 miejscowość liczyła 729 mieszkańców.